# Eklavya
No épico Mahabharata, Ekalavya (Sânscrito: एकलव्य, ékalavya) é um jovem príncipe das tribos de Nishadha, que atingiu uma pericia paralela ao grande Arjuna, a despeito da rejeição de Drona. Ele era um membro da baixa casta e desejava estudar em um gurukulam de Dronacharya.

## O jovem se torna um guerreiro

### A rejeição de Drona
Ekalavya esta interessado em aprender técnicas avançadas de arte do arco e da flecha e vai até Drona para conseguir educação/instrução. Drona rejeita-o por que Arjuna foi o aluno aquem ele prometeu o único beneficio de sua educação. Isto retrata Drona com um luz negativa e isto é enfatizado quando Ekalavya oferece a ele um dos seus polegares como guru dakshina.

### O auto-treinamento e a perícia
Ekalavya sem se deixar influenciar, entra em uma floresta, começa a estudar e praticar sozinho, tendo um imagem de argila com as feições de Drona e presta culto a ele. Apenas por sua determinação, Ekalavya torna-se um guerreiro de excepcionais perícia, somente comparável com o jovem Arjuna. Um dia, um cachorro late enquanto ele esta focado em sua pratica, e sem olhar, Ekalavya dispara uma flecha e fecha a boca do cachorro. A princesa Pandava olha aquele cachorro correndo, e se pergunta quem poderia ter feito tal proeza. Eles vão até Ekalavya, que se anuncia como aluno de Drona.

## O dakshina de Ekalavya
Arjuna fica preocupado que a sua posição de ser o melhor guerreiro do mundo possa ser usurpada. Drona ve a sua preocupação , e visita Ekalavya com a princesa. Ekalavya prontamente faz reverencia a Drona. Drona fica furioso pela inescrupulosa conduta de Ekalavya, i.e., e sua declaração de ser um estudante de  Drona a despeito da sua rejeição formal.  Drona pede a Ekalavya por um dakshina, ou uma davida de gratidão que um estudante deve dar ao seu professor após ter completado seu treinamento. Drona pede pelo polegar direito de Ekalavya, Ekalavya sem hesitar corta fora a mão para Drona, a despeito de saber que e irremediavelmente impediria a sua perícia como arqueiro. Se diz que a história e supostamente uma fábula, ensinando a gloria do Guru-bhakti, ou devoção ao Guru. Isto mostra a glória sem paralelos da devoção de Ekalavya para seu Guru e deve ser visto por esta perspectiva. Isto também mostra o egoísmo de Drona e um pouco de ego da sua parte.

## A morte de Ekalavya
Ekalavya é também  mencionado no Srimad Bhagavatha. Ekalavya luta pelo Rei Jarasandha contra Sri Krishna e Balarama, e é morto pelo exercito Yadava no processo.

## Sob a perspectiva moderna
O episódio de Ekalavya é frequentemente criticado pelos especialistas modernos como espalhafatosamente racista e uma discriminação de casta por parte de Drona e das demais classes reais. Os críticos deste episódio normalmente exploram esta história com o propósito de ilustrar que Drona era apenas um egoísta, e Ekalavya era apenas um estudioso dedicado. O exemplo de Ekalavya é também invocado na literatura moderna para citar como professores e escolastas na sociedade moderna freqüentemente rejeitam talentos genuínos por nepotismo.
Sejam quais forem os motivos de Drona, é um fato inquestionável que Ekalavya é um personagem reverenciado e respeitado deste épico por sua dedicação e busca pelo saber. Crianças na Índia são introduzidas história de Ekalavya para lhes incutir uma atitude iniciativa.

## Ligações Externas
- «A história de Eklavya» (em inglês)